# Рогоз де Белиу (Арад)
Рогоз де Белиу (рум. Rogoz de Beliu) насеље је у Румунији у округу Арад у општини Краива. Oпштина се налази на надморској висини од 158 m.

## Становништво
Према подацима из 2002. године у насељу је живело 183 становника, од којих су сви румунске националности.